# Саблин, Сергей Васильевич
Сергей Васильевич Саблин (1911—1995) — бригадир комплексной бригады Пряжинского леспромхоза. Герой Социалистического Труда (1966). Заслуженный работник сельского хозяйства Карельской АССР.

## Биография
Родился в семье крестьянина.
Работал на лесозаготовках, в 1935 г. — на лесопункте Совда.
Участник Великой Отечественной войны
После демобилизации — работал на лесопункте в Интерпоселке.
Занимался вывозкой леса, с 1946 г. — вальщик леса, бригадир.
Осваивал новые методы труда, в том числе электропилу.
Валил до 100 кубометров древевесины, вдвое больше нормы.
В 1952 г. награжден медалью «За трудовое отличие».
Заслуженный работник сельского хозяйства Карельской АССР.
К 1966 г. на счету вальщика леса было 287 тыс. кубометров леса.
На пенсии — помощник мастера лесопункта.